# Universitat George Mason
La Universitat George Mason és una universitat de recerca pública al comtat de Fairfax, Virgínia. Inicialment fundada com una branca de la Universitat de Virgínia el 1949, es va convertir en una institució independent el 1972.: La universitat porta el nom del pare fundador George Mason, un planter i polític de Virginia qui, més notablement, va escriure a Declaració de Drets de Virgínia, base de la Carta de Drets dels EUA. Mason actualment opera amb quatre campus ubicats a Virgínia, el principal campus està a Fairfax, amb un cinquè campus al Districte de Negocis Internacionals de Songdo, Corea del Sud, dins de la Zona Econòmica Lliure d'Incheon. Tres dels quatre campus de Virgínia es troben dins del nord de Virgínia, part de l'àrea metropolitana de Washington, DC. La universitat reconeix 500 grups d'estudiants, així com 41 fraternitats i confraries. El 2016, la Carnegie Classification of Institutions of Higher Education va publicar nous llistats que incloïen a George Mason en la categoria "Activitat d'investigació més alta" (R1).
Professors de Mason han guanyat dues vegades el Premi Nobel d'Economia.
L'EagleBank Arena (anteriorment Patriot Center), un camp d'esports i concerts amb 10.000 localitats pertany a la universitat, es troba en el principal campus de Fairfax.